# Juniorvärldsmästerskapen i konstsim 1991
Juniorvärldsmästerskapen i konstsim 1991 arrangerades mellan den 25 och 28 juli 1991 i Salerno i Italien. Det var den andra upplagan av juniorvärldsmästerskapen i konstsim.

## Resultat
| Gren | Guld | Guld   | Silver | Silver | Brons                                 | Brons  |
| Solo | Miya Tachibana Japan | 161,14 | Laila Vakil Storbritannien | 159,09 | Janice Bremner Kanada                 | 158,59 |
| Par  | Japan Miya Tachibana Rei Jimbo                                                                                            | 160,54 | Sovjetunionen Natalija Gruzdeva Julija Beloglazova | 158,24 | USA Laurie McClelland Jenny Ohanesian | 156,47 |
| Lag  | Japan Miya Tachibana Rei Jimbo Raika Fujii Mayuko Fujiki Tomoyo Yoshida Miho Takeda Yoko Azuma Mamiko Imai Chikako Masuda | 160,17 | USA Annemarie Alm Tammy Cleland Heather Pease Laurie McClelland Jenny Ohanesian Kelly Olesen Sadie Pietras Jennifer Vorheis Becky Jasontek Heidi Dunham | 158,69 | Sovjetunionen                         | 157,16 |

## Medaljtabell
| Nr                  | Nation               | Guld | Silver | Brons | Totalt |
| ------------------- | -------------------- | ---- | ------ | ----- | ------ |
| 1                   | Japan (JPN)          | 3    | 0      | 0     | 3      |
| 2                   | Sovjetunionen (URS)  | 0    | 1      | 1     | 2      |
| 2                   | USA (USA)            | 0    | 1      | 1     | 2      |
| 4                   | Storbritannien (GBR) | 0    | 1      | 0     | 1      |
| 5                   | Kanada (CAN)         | 0    | 0      | 1     | 1      |
| Totalt (5 nationer) | Totalt (5 nationer)  | 3    | 3      | 3     | 9      |

## Deltagande nationer
- Egypten
- Frankrike
- Italien
- Japan
- Kanada
- Schweiz
- Sovjetunionen
- Storbritannien
- USA
- Österrike